# Pizzo Zupò
Il Pizzo Zupò, con i suoi 3 996 m s.l.m. è la seconda montagna per altezza del Massiccio del Bernina (Alpi Retiche occidentali), in località Pontresina. Per la sua cima corre il confine italo-svizzero.
È la montagna più alta della Lombardia e della provincia di Sondrio (la vetta del Bernina si trova interamente in territorio svizzero), anche se il punto più alto della regione è la Punta Perrucchetti (4.020 m s.l.m.), cima secondaria immediatamente a sud del Pizzo Bernina.

## Toponimo
Il suo nome deriva dalla lingua, il romancio, parlata in Engadina, in cui Zupò significa "nascosto", in quanto da nord, lo Zupò è nascosto dalle altre montagne del Massiccio e diventa visibile solo a distanze ravvicinate. Ad occidente dello Zupò si trova il Piz Argient mentre a nord-est il Bellavista.

## Descrizione
Abitualmente si sale verso la vetta dalla Fuorcla dal Zupò (3846 m), fra lo Zupò e il Piz Argient. La scalata verso la vetta non presenta particolari difficoltà. È ovviamente possibile scendere dal lato opposto, in direzione del Bellavista. Anche la via inversa, che dal Bellavista porta a Fuorcla Zupò non pone problemi eccessivi.